# John Freddy García
John Freddy García Feria (Buga, 25 maggio 1974) è un ex ciclista su strada e pistard colombiano.
Professionista dal 2001 al 2006 e poi attivo tra i dilettanti in patria, è stato campione nazionale in linea nel 2002 e campione panamericano di inseguimento a squadre nel 2009.

## Carriera
I principali successi sono stati una tappa alla Clásica Regatas Lima nel 1998, sei tappe alla Vuelta a Colombia (una nel 2000, una nel 2002, due nel 2004, una nel 2006 e una nel 2008), cinque tappe al Clásico RCN (due nel 2000, una nel 2006, una nel 2007 e una nel 2008), una tappa al Giro del Marocco nel 2001 e il titolo nazionale colombiano nel 2002.
In carriera ha partecipato a tre edizioni del Giro d'Italia e a due edizioni dei Giochi olimpici, gareggiando ad Atlanta 1996 nell'inseguimento a squadre e a Sydney 2000 nella gara in linea su strada.

## Palmarès
- 1998

5ª tappa Clásica Regatas Lima
- 2000

Classifica generale Vuelta al Valle del Cauca
10ª tappa Vuelta a Colombia (Cartago > Cali)
3ª tappa Clásico RCN (Manizales > Cartago)
4ª tappa Clásico RCN (Roldanillo > Cali)
- 2001

2ª tappa Giro del Marocco (Souk El Arbaa > Tangeri)
- 2002

Campionati colombiani, Prova in linea
14ª tappa Vuelta a Colombia (Medellín > Medellín)
- 2003

3ª tappa Vuelta al Valle del Cauca (Guacarí > Cartago)
- 2004

Classifica generale Vuelta al Valle del Cauca
3ª tappa Vuelta a Boyacá (Duitama > Tuta)
5ª tappa Vuelta a Antioquia (Medellín)
10ª tappa Vuelta a Colombia (Anserma > La Tebaida)
11ª tappa Vuelta a Colombia (La Tebaida > Girardot)
- 2005

3ª tappa Vuelta al Valle del Cauca (Buga > Cartago)
1ª tappa Vuelta a Antioquia (Santa Rosa de Osos > Puerto Berrío)
2ª tappa Vuelta a Antioquia (Puerto Berrío > Puerto Boyacá)
5ª tappa Vuelta a Antioquia (Andes > Envigado)
6ª tappa Vuelta a Antioquia (Medellín)
- 2006

Classifica generale Vuelta al Valle del Cauca
4ª tappa Vuelta a Colombia (Piedecuesta > San Gil)
1ª tappa Clásico RCN (Buenaventura > Cali)
11ª tappa Vuelta a Chiriquí (David)
- 2007

2ª tappa Vuelta al Tolima (Ibagué > Ambalema)
6ª tappa Clásico RCN (Pereira > Cali)
1ª tappa, 1ª semitappa Vuelta a Chiriquí
7ª tappa Vuelta a Chiriquí (David, cronometro)
- 2008

2ª tappa Vuelta a Colombia (Piedecuesta > El Socorro)
8ª tappa Clásico RCN
- 2009

1ª tappa Vuelta al Valle del Cauca (Candelaria > El Cerrito)
5ª tappa Vuelta a Antioquia (Rendón > Rendón)
- 2011

1ª tappa Vuelta al Valle del Cauca (Palmira > Palmira)
4ª tappa Vuelta al Valle del Cauca (Pradera > Palmira, cronometro)
4ª tappa Clásica Ciudad de Girardot (Nariño > Girardot, cronometro)
5ª tappa Clásica Ciudad de Girardot (Girardot)
1ª tappa Vuelta a Cundinamarca (Tocancipá)

### Pista
- 2009

Campionati panamericani, Inseguimento a squadre (con Jairo Pérez, Juan Pablo Suárez e Jaime Suaza)

## Piazzamenti

### Grandi Giri
- Giro d'Italia

2001: ritirato (8ª tappa)
2002: ritirato (15ª tappa)
2003: fuori tempo massimo (18ª tappa)

### Competizioni mondiali
- Giochi olimpici

Atlanta 1996 - Inseguimento a squadre: 17º
Sydney 2000 - In linea: ritirato